# اسون ماینهارت
اسون ماینهارت (انگلیسی: Sven Meinhardt؛ زادهٔ ۲۸ سپتامبر ۱۹۷۱) بازیکن هاکی روی چمن اهل آلمان بود.
وی در مسابقات کشوری و بین‌المللی در مجموع برندهٔ ۱ مدال طلا شده‌است.